# La Visitació (Rafael)
La Visitació és una pintura executada al voltant de 1518 per l'artista renaixentista italià Rafael.
És una a pintura a l'oli (primer va ser una pintura sobre taula que després va ser transferida sobre un llenç) de 200x145 cm conservada al Museu del Prado de Madrid des de 1837.
La pintura està signada sobre una pedra en primer pla per Rafael «RAPHAEL URBINAS F.[ecit] MARINVS BRANCONIVS F.F»

## Història
La pintura va ser encarregada pel protonotari apostòlic Giovanni Battista Branconio dell'Aquila, amic de Rafael, a petició del seu pare Marino Brancantonio, per decorar la capella familiar de l'església de San Silvestro de L'Aquila. L'elecció del tema està sens dubte lligada a qüestions de devoció familiar; la seva esposa s'anomenava Elisabetta, per aquest motiu va anomenar al seu fill Giovanni (Joan). Un dibuix de l'estudi preparatori del cap de Santa Elisabet conservat al museu del Louvre seria una prova de la intervenció directa de l'artista sobre la pintura.
La pintura va ser presa en 1665 durant l'ocupació per les tropes de Felip IV d'Espanya i situada a la residència reial de l'Escorial. El 1813, la pintura va ser traslladada al Louvre per l'espoliació napoleònica i va tornar a Madrid el 1822, però en mal estat, que va necessitar la transferència de la pintura sobre tela abans d'ingressar definitivament el Museu del Prado en 1837.
Una còpia és visible a la ubicació original a la capella de l'església de Sant Silvestro, a L'Aquila. La Soprintendenza de L'Aquila ha demanat la restitució de l'obra.

## Tema
La Visitació designa, en la iconografia cristiana, la visita que Maria, la futura mare de Crist, va fer a la seva cosina Elisabet, embarassada de Sant Joan Baptista.

## Descripció
El grup del centre proper representa Maria embarassada a la dreta, vestida de vermell i blau, el cap cap avall, els ulls gairebé tancats, la mà esquerra sobre el ventre rodó i la mà dreta que sosté la de la seva cosina a l'esquerra, que també està vestida de vermell i blau, però amb un vestit casolà i amb turbant blanc.
El conjunt es desenvolupa en un entorn rural, i una escena es destaca en un fons llunyà a la vora d'un rierol davant d'un munt de roques: el baptisme de Jesús per Joan, i el cel brillant on es pot veure a Déu envoltat d'àngels (que s'assembla molt a la Visió d'Ezequiel, exposat a la Galeria Palatina de Florència).
Lluny, a la dreta, es pot veure una ciutat pintada en blau sobre un fons groc palla, amb les seves torres a l'extrem esquerre.

## Anàlisi
Segurament Rafael va fer el disseny i les parts importants dels dos personatges, però els historiadors de l'art pensen que la resta va ser acabada pels seus alumnes Giovanni Francesco Penni i Giulio Romano.
Adolfo Venturi argumenta que el mestre «va donar cos a les masses, omplir els espais. Les dues figures femenines estan il·luminades amb la mateixa intensitat i de la mateixa manera (la cara d'Elisabet i la cara de Maria)...».
Es desenvolupen dos episodis: un humà i un altre diví; una realitat quotidiana i una visió singular; un del present en primer pla, i un del futur a la distància, a la vora del riu Jordà.
Els tons verds i blaus del paisatge són una mica monòtons en la seva suavitat, la pintura és agraciada com el col·loqui afectuós entre les dues dones: Maria és humil amb la mirada virginal baixa, i la cara d'Elisabet mira a la de Maria quan embarassada anuncia la seva futura maternitat.
El toc polit del pinzell sobre la pell de cara (traçat eficaç dels trets) descobreix els relleus, i els plecs de la roba les modelitza sense deformar les dues maternitats. Alguns elements d'aquesta finesa són de Rafael.